# ERTMS
L'ERTMS o, più precisamente, l'ERTMS/ETCS (European Rail Traffic Management System/European Train Control System) è un sistema di gestione, controllo e protezione del traffico ferroviario e relativo segnalamento a bordo, progettato allo scopo di sostituire i molteplici, e tra loro incompatibili, sistemi di circolazione e sicurezza delle varie ferrovie europee allo scopo di garantire l'interoperabilità dei treni soprattutto sulle nuove reti ferroviarie ad alta velocità.

## Storia
Le varie ferrovie europee, nate in un contesto storico-politico differente da quello odierno e al servizio di interessi nazionali o imprenditoriali a volte contrapposti, si trovarono con il passare del tempo ad avere molto poco di comune, poco più che lo scartamento di 1435 mm. Le differenze, notevoli, includevano differenti sistemi di trazione, di alimentazione elettrica, diversi sistemi di accoppiamento e repulsione, diversi impianti di segnalamento e di controllo del traffico e molto spesso incompatibili tra loro. Con l'avvento dell'integrazione europea venne a definirsi la sempre più cogente necessità di stabilire delle norme progettuali comuni che permettessero ai singoli vettori del trasporto ferroviario la libera circolazione in tutte le reti ferroviarie dei Paesi aderenti.

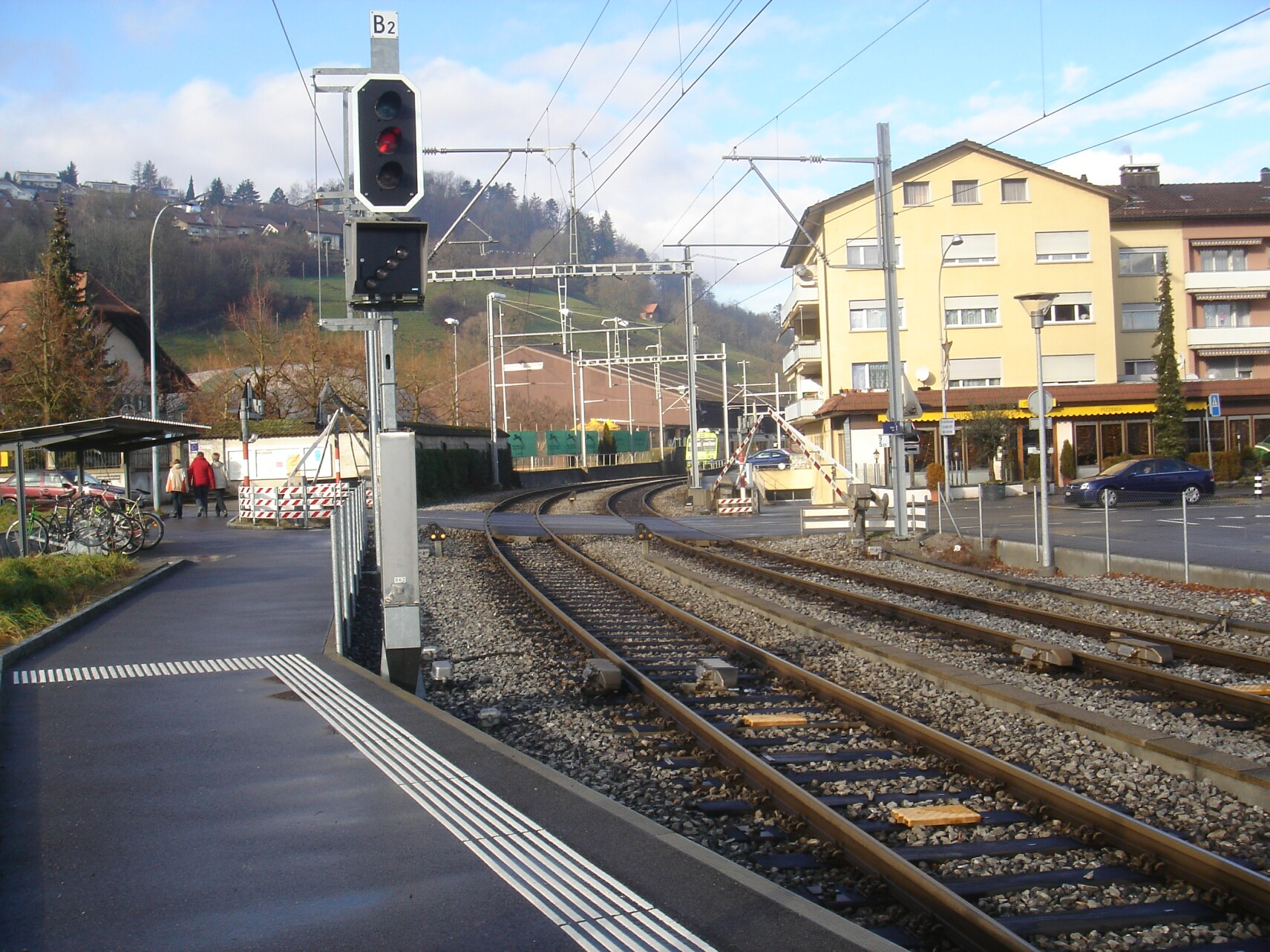
Boe Eurobalise in impianto ERTMS/ETCS di 1ºlivello

Le decisioni per studiare l'unificazione furono concordate in una riunione dei ministri dei trasporti dei paesi aderenti tenutasi alla fine del 1989; l'obiettivo era quello di ottenere l'interoperabilità dei vettori e ciò venne definito nei suoi requisiti essenziali da un gruppo di esperti ferroviari, inquadrati nel Gruppo di studio UIC-ERRI-s 1069; due anni dopo l'UIC e un pool di industrie ferroviarie (UNISIG) stabilirono le linee operative sviluppando il progetto unificato per un cruscotto di bordo (Eurocab), e un sistema di trasmissione dati terra-treno: quello discontinuo venne denominato Eurobalise e quello continuo Euroradio: il primo in seguito divenne l'ETCS di 1º livello e il secondo l'ETCS di 2º livello. Il sistema ERTMS/ETCS venne sviluppato, in relazione al progetto comune definito European Rail Traffic Management System, dal Gruppo europeo di utilizzatori costituito nel 1995 dalle ferrovie francesi, tedesche ed italiane che iniziarono la fase sperimentale ed attuativa; ad esse successivamente si aggiunsero le ferrovie spagnole, britanniche e olandesi. Il tutto è stato definito dal Consiglio dell'Unione europea con la direttiva 96/48/EC del 23 luglio 1996 che ha stabilito le condizioni per l'interoperabilità del sistema ferroviario ad alta velocità e le linee guida per le specifiche tecniche relative.
Nel 2001 è stata adottata una nuova direttiva, la 2001/16/EC, che ha esteso l'interoperabilità anche alle reti ferroviarie convenzionali definendo le Specifiche tecniche di interoperabilità (STI) per lo SCC, il Sistema di Comando e Controllo. Nel 2004 è stata istituita l'ERA (Agenzia Ferroviaria Europea) con lo scopo di contribuire, per gli aspetti tecnici, all'implementazione della legislazione comunitaria per il miglioramento della posizione competitiva del settore ferroviario, aumentando il livello di interoperabilità e sviluppando un approccio comune alla sicurezza del sistema ferroviario europeo.
Anche altri paesi, come l'Ungheria, hanno iniziato ad adeguarsi; nella versione ETCS di 1º livello, venne attrezzata la linea tra Budapest e Hegyeshalom. Il primo sistema ERTMS/ETCS di 2º livello invece venne installato sulla Roma-Napoli, aperta nel 2005. La previsione è quella di giungere all'installazione del sistema, per giungere all'interoperabilità piena, sulla rete dei Corridoi TEN individuati in sede europea.

## Cos'è il sistema ERTMS/ETCS

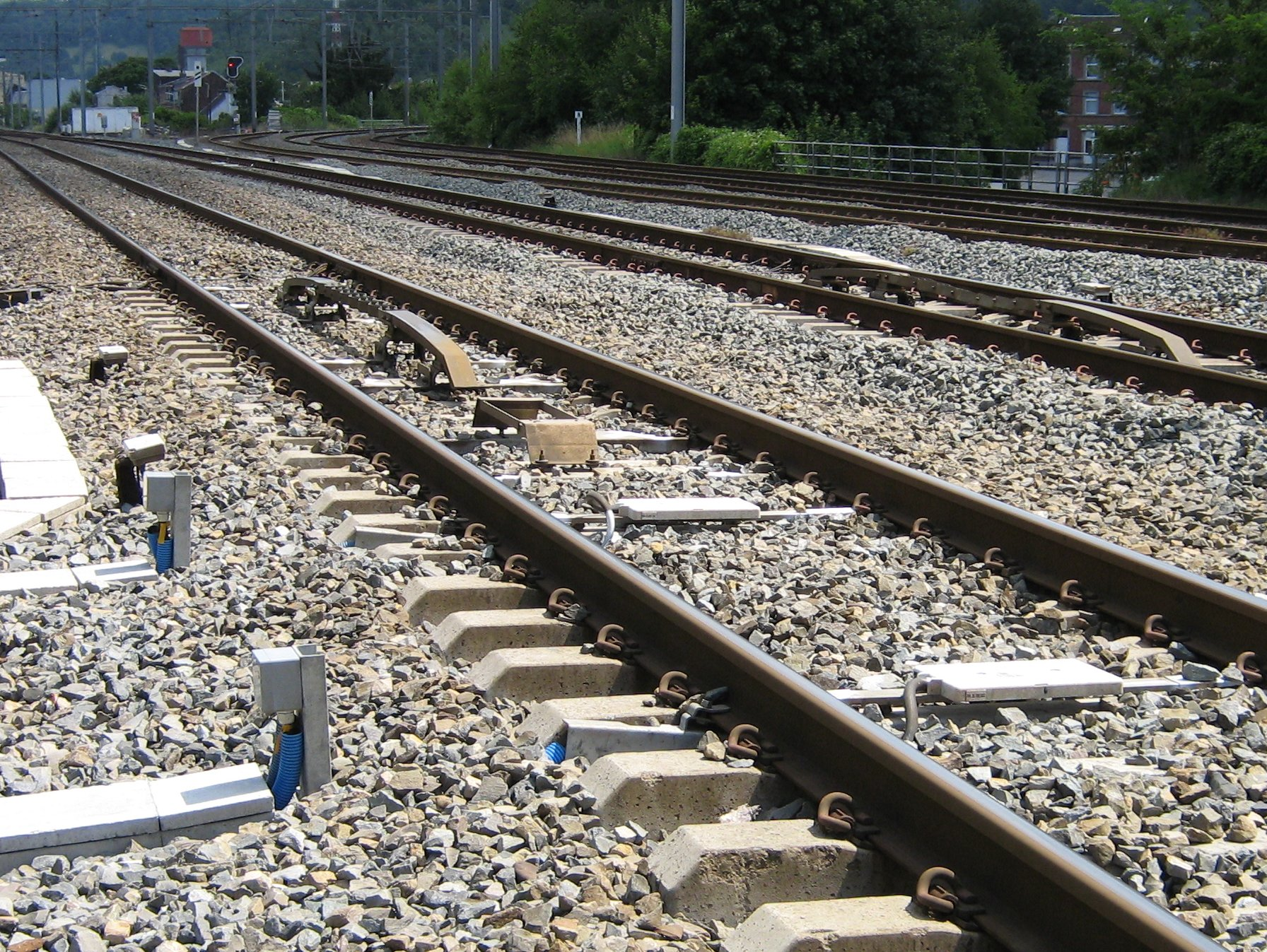
Tratto di linea in Belgio attrezzato con tre sistemi differenti: Coccodrillo per ripetizione segnali in macchina, balise di tipo classico ed eurobalise ETCS 1

Prima della definizione concordata del sistema ERTMS/ETCS nelle varie ferrovie degli stati europei erano stati implementati svariati sistemi di controllo della sicurezza della circolazione ferroviaria basati su differenti concezioni di principio. In Italia le FS avevano sviluppato il sistema di blocco automatico a correnti fisse, poi quello a correnti codificate (BAcc) basando la sicurezza di marcia sul riconoscimento da parte del macchinista degli aspetti dei codici che ripetevano con congruo anticipo l'aspetto dei segnali fissi di terra. Il mancato riconoscimento o il mancato rallentamento di marcia in tempo utile provocava l'arresto rapido del treno. In Germania si era sviluppato il sistema INDUSI con boe induttive di trasmissione a bordo poste in punti prefissi del binario; sistemi di controllo e frenatura automatica rendevano sicuro il sistema, ma è evidente che la circolazione di locomotive tra le due reti, italiana e tedesca era del tutto incompatibile a meno di attrezzarle con ambedue i sistemi. Altre reti adottavano altrettanti differenti sistemi come ASFA/LZB in Spagna, AWS in Gran Bretagna ed altri ancora al punto che si contavano circa 20 sistemi differenti. Tale situazione obbligava i treni atti alla circolazione internazionale a montare a bordo diverse apparecchiature in grado di funzionare ciascuna con il sistema della rete in cui circolava con un'enorme complicazione tecnica, costi elevati e necessità di macchinisti in possesso di svariate abilitazioni alla condotta; un esempio illuminante in tal senso erano i treni TGV Thalys i cui costi di produzione risultavano molto più elevati dei TGV classici. Anche se i sistemi utilizzati erano differenti tutte le tecnologie implementate si basavano su due sottosistemi essenziali: ATP, ovvero Automatic Train Protection, e ATC ossia Automatic Train Control .
Il sistema ERTMS/ETCS è costituito da differenti equipaggiamenti che hanno lo scopo di integrare le due funzioni suddette ed è caratterizzato da tre diversi livelli funzionali: 1º, 2º e 3º. La definizione del livello dipende da come la linea è equipaggiata ed il modo in cui le informazioni sono trasmesse tra treno e posti di controllo.
Nell'ETCS di 1º livello l'autorizzazione al movimento e le corrispondenti informazioni sul percorso vengono trasmesse al treno e visualizzate in cabina al macchinista (cab signalling) in modo discontinuo mediante boe che realizzano l'autolocalizzazione del treno e trasmettono ad esso la condizione di via. Il tutto può essere integrato da un'ulteriore serie di punti trasmittenti che forniscono in modo continuo le informazioni al treno e i relativi dati di controllo di marcia e posizionamento; il sistema può anche essere integrato con il GSM-R. Il sistema ETCS di 2º livello permette la gestione del distanziamento dei treni, anziché con le boe, tramite un sistema trasmittente a terra e un posto centrale (Radio Block Center) che, conoscendo lo stato della linea e degli altri treni, invia in continuità, tramite un collegamento GSM-R, informazioni ai treni relative all'autorizzazione all'avanzamento; questi possono così determinare il proprio profilo di velocità anche in base alle proprie caratteristiche di peso e frenatura.
Il sistema interviene tempestivamente ad ogni possibile rischio per la sicurezza.
Un rotabile attrezzato di apparecchiature ERTMS/ETCS (EuroCab) può operare su ogni linea ETCS senza particolari restrizioni tecniche. Questo innovativo sistema ha come obiettivi principali la massimizzazione delle prestazioni delle linee ferroviarie, sia quelle ad alta velocità, che quelle di massimo interesse commerciale per realizzare l'interoperabilità dei vettori sulle diverse reti europee.
Il sistema è stato sviluppato in collaborazione tra Alstom, Thales, Invensys, Ansaldo Signal, Siemens e Bombardier.

### ETCS – Livello 0
Quando un rotabile con ETCS percorre una tratta non-ETCS si definisce a livello 0. In tale situazione il treno percorrerà la linea osservando i segnali fissi e rispettando le normali disposizioni di esercizio in vigore. Nel caso in cui i regolamenti e le norme di esercizio abbiano differenti significati sarà possibile solo la circolazione con macchinisti abilitati dalla rete locale.

### ETCS – Livello 1

Schema di ETCS di 1º livello

ETCS di 1 livello è un tipo di segnalazione a bordo (cab signalling system) che può essere aggiunto al sistema di segnalamento tradizionale esistente nella linea integrandolo con boe induttive (Eurobalise) e lasciando in funzione i segnali tradizionali esistenti a terra per la circolazione dei convogli tradizionali. Le boe fisse trasmittenti (Eurobalise) ripeteranno codificandoli opportunamente gli aspetti e le informazioni fornite dai segnali fissi di linea e forniranno alle apparecchiature di bordo del treno le necessarie autorizzazioni al movimento. Il computer di bordo dei rotabili attrezzati elaborerà le velocità massime e le curve di frenatura in base ai dati recepiti. Dato che il treno ottiene le informazioni necessarie dalle boe a terra è necessario che le impegni passandovi sopra per poter ottenere le necessarie autorizzazioni per i successivi movimenti. Le informazioni relative all'integrità del convoglio e il suo posizionamento vengono rilevate tramite i circuiti di binario. Mediante l'installazione di Eurobalises aggiuntive (Euroloop) tra un segnale di inizio tratta e uno di uscita è possibile ottenere una trasmissione abbastanza continua di informazioni. Le informazioni possono essere trasmesse per via induttiva al passaggio del locomotore o per via radio.
Il sistema permette l'attrezzaggio di linee a segnalamento tradizionale e la coesistenza dei due tipi di traffico, quello nazionale e quello interoperabile. Le ferrovie italiane hanno in corso iniziative per rendere compatibile con il ETCS di 1º livello il sistema SCMT in corso di installazione su buona parte della rete ferroviaria nazionale.

### ETCS – Livello 2

Schema di ETCS di 2º livello

ETCS di 2 livello è un sistema di segnalazione e protezione del treno basato su una trasmissione radio di dati digitali. Nella cabina di guida su apposito pannello vengono visualizzate direttamente le informazioni relative alla via e le autorizzazioni al movimento dei treni. Le esatte posizioni dei treni, la direzione di marcia assieme a tutte le altre necessarie informazioni vengono trasmesse automaticamente al Radio Block Centre (RBC) a intervalli determinati. Il movimento dei treni è così monitorato in continuità per mezzo dei radio block centre.
L'autorizzazione al movimento viene trasmessa al veicolo in continuità via GSM-R assieme a tutte le informazioni relative alla linea come rallentamenti o velocità massima. Le boe Eurobalises in questo livello 2 vengono ad assumere soltanto la funzione di sensori di posizione e di riferimento con funzione di controllo e correzione eventuale di posizionamento del treno sulla linea. Il computer di bordo provvede ad elaborare in continuità i dati trasferiti e le massime velocità permesse punto per punto.
Il sistema risulta meno oneroso rispetto ad altri in quanto scompare la necessità dei circuiti di binario codificati in grado di trasmettere informazioni a bordo dei treni, dei segnali fissi luminosi e quanto ad essi connesso. Le boe di linea sono di tipo semplice passivo e servono esclusivamente come sensori di certificazione del posizionamento del treno. Per contro è richiesta la presenza di un certo numero di Stazioni Radio Base BTS per garantire un regolare flusso di dati tra terra e treno. Il sistema in totale automatismo interviene in caso di qualunque azione che pregiudichi la sicurezza della circolazione ferroviaria. Ad integrazione del tutto sono presenti anche punti di rilevamento termico che trasmettono segnali di controllo ed allarme in caso di riscaldamento anomalo di boccole e cuscinetti delle ruote dei treni.
Il sistema permette la circolazione, sulle linee ferroviarie attrezzate con ETCS di 2º livello solo ai rotabili attrezzati con ETCS-2º e GSM-R, mentre ne esclude i mezzi tradizionali in grado di circolare mediante segnalamento a terra. Tali rotabili tuttavia sono in grado di circolare su tutte le linee attrezzate con apparecchiature di livello inferiore.

### ETCS – Livello 3

Schema di ETCS di 3º livello

Il livello 3 è ancora allo stadio di studio. Sono infatti ancora da determinare alcuni aspetti relativi alla sicurezza dei treni. Di massima il sistema prevede l'eliminazione di molte apparecchiature di terra affidando sia la localizzazione che il controllo di integrità dei convogli ad appositi apparati trasmittenti di bordo che dialogano in continuità con il posto centrale di elaborazione e controllo dei dati relativi alla marcia dei treni sulla tratta. Inoltre supera il concetto di sezione fissa di blocco introducendo quello di sezione di blocco dinamica modellata non sullo spazio fisico predeterminato ma creata in funzione delle esigenze della circolazione e delle possibilità offerte dal sistema radiotrasmittente.
L'ulteriore sviluppo del livello 3, con l'integrazione delle nuove tecnologie di comunicazione digitali senza fili nei sistemi di controllo dinamico del traffico sulle reti ferroviarie, è supportata anche dal Programma d'innovazione 2 dell'Impresa comune Shift2Rail.

## Radio Block Centre
Il Radio Block Centre, (acronimo RBC) è il componente basilare dello ETCS di 2º livello: è posto infatti in un apposito posto centrale dal quale tramite il Sistema di Comando e Controllo viene tenuta sotto controllo e gestita la circolazione dei treni. Mediante la trasmissione via radio con sistema GSM-R dedicato a 900 MHz ciascun treno riceve tutti i parametri da rispettare come velocità, vincoli relativi al percorso, possibili rallentamenti temporanei e quant'altro sia necessario a mantenere il corretto distanziamento tra i treni in circolazione. Contemporaneamente lo stesso RBC raccoglie le informazioni inviate dai treni. Tutto l'insieme delle informazioni relative al posizionamento dei convogli sulla tratta ferroviaria e alle infrastrutture permette di trasmettere al treno direttamente in cabina al sottosistema di bordo EVC (European Vital Computer) la cosiddetta Autorizzazione al movimento concessa dal sistema, cioè la libertà di circolazione rispetto al punto in cui iniziano le condizioni restrittive. Le informazioni che arrivano dal Radio Block Centre elaborate vengono visualizzate dallo schermo sul cruscotto della locomotiva, (DMI) che indicherà la velocità obiettivo, la distanza libera avanti e una serie di informazioni tra cui la velocità massima consentita.

### Protezione delle comunicazioni
Le trasmissioni su rete aperta sono vulnerabili rispetto ad accessi non autorizzati. Al fine di garantire l'integrità e l'autenticità dei messaggi ricevuti ed inviati vengono utilizzate tecniche crittografiche a chiave segreta. Lo standard UNISIG Subset-137 specifica le modalità di gestione on-line delle chiavi per applicazioni ERTMS/ETCS.

## Applicazione europea del sistema ERTMS/ETCS
La necessità di garantire in tempi accettabili l'interoperabilità ha spinto la maggior parte dei paesi europei ad adottare il sistema; alcuni paesi dell'est-europeo e l'Austria hanno iniziato presto l'attivazione dell'ETCS di 1º livello sulle linee convenzionali; altre come Italia, Germania, Paesi Bassi, Francia, Gran Bretagna e Svizzera hanno optato per la realizzazione di ETCS di 2º livello su buona parte delle linee AV.

## ERTMS/ETCS in Italia
Arrivate in ritardo per quanto riguarda il completamento di una rete funzionale ad alta velocità, le ferrovie italiane per contro sono state le prime in Europa ad avere scelto per le proprie tratte AV/AC il sistema ERTMS più avanzato, quello di 2º livello. La prima linea ad essere completata è stata la ferrovia ad alta velocità Roma-Napoli. Successivamente il sistema è stato applicato alle linee dedicate all'alta velocità Torino-Milano, Milano-Bologna, Milano-Brescia e Bologna-Firenze (compresa la stazione e il passante sotterraneo di Bologna). Resta da operare l'adeguamento della prima linea veloce, la ferrovia Direttissima Firenze-Roma, la cui implementazione è prevista entro il 2025. Nel giugno 2022 il gestore dell'infrastruttura Rete Ferroviaria Italiana (gruppo Ferrovie dello Stato Italiane) si è aggiudicata, per un importo di 2,7 miliardi di euro, la gara d’appalto multitecnologica per la progettazione e la realizzazione su tutto il territorio nazionale dell’ERTMS (sempre di livello 2), che interesserà un totale di circa 4.220 km in tutto il territorio nazionale. 
Nel 2022 è stato approvato il piano ERTMS Accelerato che prevede la progressiva copertura della rete nazionale ERTMS entro il 2036 con contemporanea dismissione del sistema SCMT a partire dal 2024 

### Funzionamento del sistema
Le nuove linee AV/AC, sulle quali è stato attivato il sistema ERTMS/ETCS di 2º livello, sono state rese atte alla banalizzazione, cioè alla marcia, indifferentemente, a destra, a sinistra o anche parallela dei convogli. Il percorso è privo di segnali luminosi del tipo tradizionale a terra (ad eccezione dei segnali di confine) e di blocco elettrico a correnti codificate, ed al suo posto è stato attivato un sistema di blocco radio che assicura il controllo dei treni mediante un continuum di informazioni scambiate tra i treni e un posto centrale RBC mediante boe "Eurobalise" e GSM-R. L'esercizio della linea e dei suoi parametri avviene in telecomando tramite il Sistema di Comando e Controllo. Le sezioni di blocco sono di lunghezza fissa di 1800m , sono individuate da apposite boe e segnalate mediante una segnaletica rifrangente di inizio e fine sezione. La segnaletica è posta anche a protezione dei posti di servizio (PdS) siano essi posti di movimento, posti di comunicazione o bivi. Tali segnali sono del tipo imperativo, cioè impongono l'arresto del treno a meno che abbia un'autorizzazione al movimento (MA). Alcuni binari da cui ha inizio la corsa di un treno (Start on Mission) attrezzato con la tecnologia ERTMS/ETCS sono muniti di un ulteriore segnale a tabella rettangolare rifrangente con la scritta START, posta in corrispondenza con un Punto Informativo (PI) collegato con il Radio Block Centre. In tale punto il sistema riceve la posizione del treno (Position Report), informazione fondamentale perché il RBC possa concedere autorizzazioni al movimento per l'inizio della corsa.
Gli unici punti delle linee AV/AC muniti di segnali luminosi tradizionali a lato sono quelli di confine, cioè i punti di interconnessione con le linee tradizionali, nelle quali il sistema ERTMS non è presente: in tali punti i treni commutano tra l'uso del sistema ERTMS e la circolazione con SCMT e/o con il riconoscimento a vista dei segnali.

### La marcia dei treni

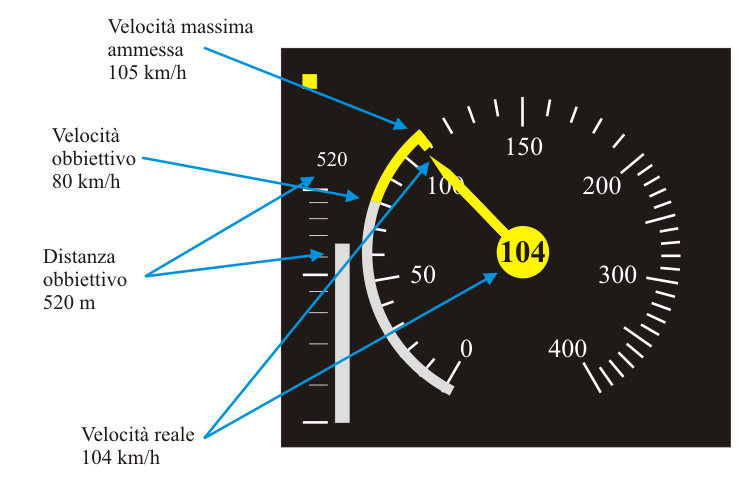
DMI

I treni, per potersi avviare in linea, ricevono dei messaggi elettronici visualizzati a bordo sul cruscotto del DMI denominati autorizzazione al movimento (MA).
Queste possono essere di 3 tipi:
1. MA in supervisione completa o full supervision;
2. MA con marcia a vista o on sight;
3. MA con apposita prescrizione o staff responsible (per apposita prescrizione si intende comunicazioni registrate verbali o scritte).

Solo il primo caso permette al treno la marcia alla velocità piena ma sempre imposta dalla MA (univoco per quel treno), sul cruscotto DMI di Bordo treno vengono visualizzate tutte le indicazioni relative e la marcia si svolge sotto la piena supervisione del blocco radio. Nel secondo caso, il treno non supererà la velocità di 30 km/h. Nel terzo caso il treno, a seconda dell'opportunità, non supererà la velocità di 30 km/h o 50 km/h arrestandosi al successivo segnale fisso, ovvero segnale imperativo di fine sezione/di protezione/di confine/di posto di esodo, in quanto la circolazione treni avviene in condizioni degradate, cioè in override del cruscotto DMI prescritta dal Dirigente Centrale Operativo ed operata dal macchinista. La trasmissione delle prescrizioni avverrà mediante moduli M.40 TELEC/1 e TELEC/2 (BLOCCO RADIO) e comunque con comunicazioni registrate verbali (se debitamente autorizzate) o scritte.
Quando il treno proviene da un tratto di linea, o stazione, della linea tradizionale, esistono delle località di servizio denominate interconnessioni che consentono ai treni attrezzati di immettersi sulla linea AV ERTMS/ETCS L2 a determinate condizioni, da cui dipende la disposizione a via libera del segnale. Le condizioni sono:
c-con consenso connessione (treno connesso con RBC),
consenso immissione DCO,
predisposizione dell'itinerario,
libertà della sezione di blocco a valle
esistenza dell'MA.
In questa località di transizione tra i due regimi di esercizio il macchinista disinserisce la funzione SCMT o ripetizione segnali e verifica il passaggio da ETCS Livello 0 a ETCS Livello 2 e l'attivazione della icona di full supervision; avvenuto questo la marcia avverrà rispettando l'indicazione di velocità indicata dal cruscotto DMI e il punto obiettivo a cui raggiungerla. Le operazioni di cambio RBC avverranno automaticamente assieme a tutte quelle relative al cambio di fase della linea elettrica a 25 kV (ogni 12 km). Tutti i segnali a terra non avranno alcun significato nella marcia in full supervision mentre lo riprenderanno in caso anomalo di circolazione degradata. Al termine della tratta, al rientro nella linea tradizionale, il macchinista ripeterà le operazioni iniziali all'inverso riattivando i sistemi classici di controllo della marcia.